# 北陸食育フードカレッジ

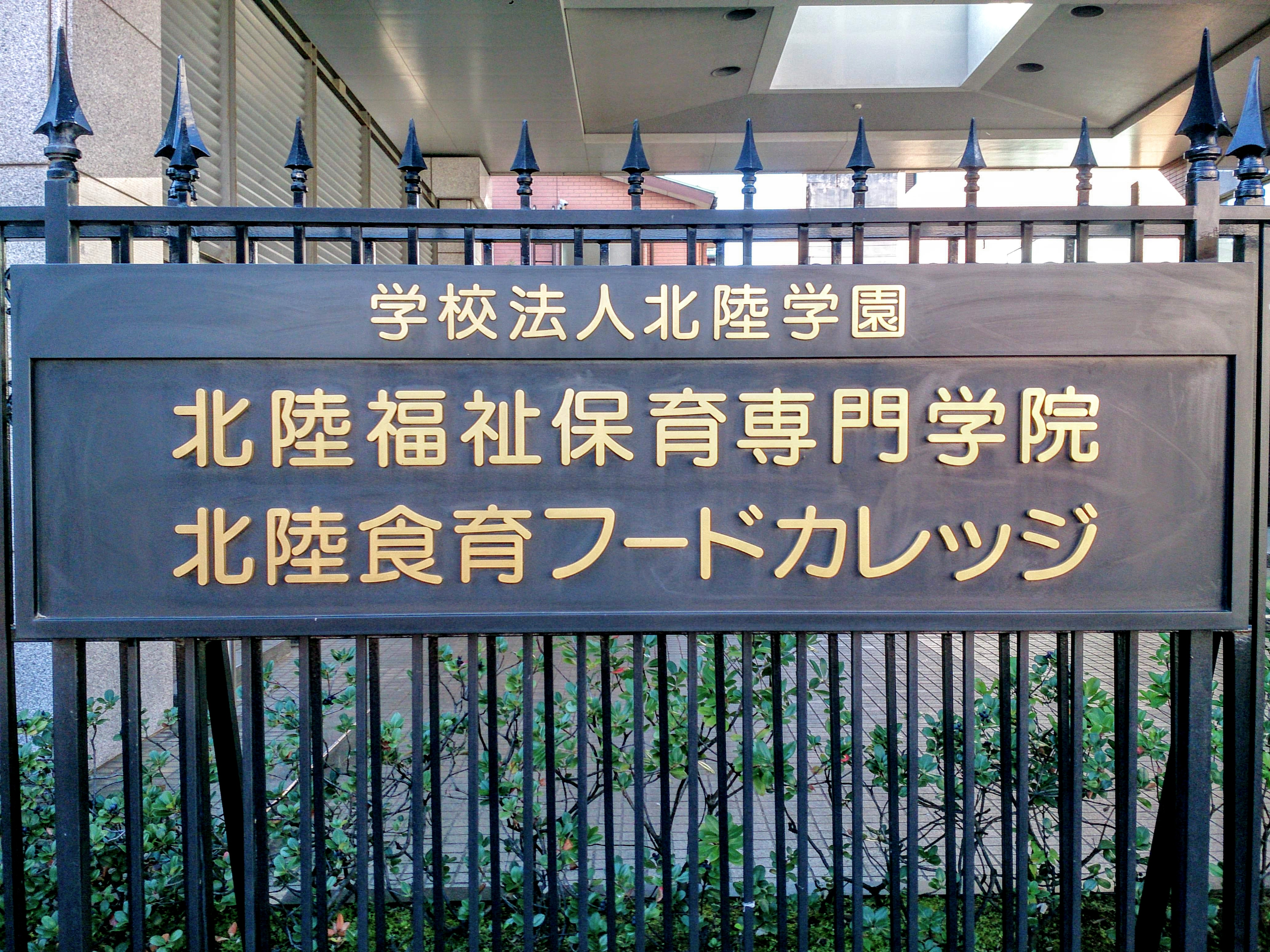
学校表示

北陸食育フードカレッジ（ほくりくしょくいくフードカレッジ）は、新潟県長岡市にある私立の専門学校である。

## 概要
本校は1968年に開校した。2年制学科では80名、4年制学科においては160名募集となっている。
2年制学科では調理師・食品技術管理専門士・食品衛生責任者・製菓衛生士など、4年制学科においては社会福祉主事任用資格・栄養士・管理栄養士などの国家資格が取得可能なカリキュラムが編成されている。
2018年度現在は管理栄養士学科が姫路大学（教育学部）と学校間連携制度を導入しており、大学併修可能な学科となっている。
2014年3月31日からは文科省が運用を開始した「職業実践専門課程」制度に認定され、製菓現場実習（インターンシップ）の実施に伴い市内を中心に菓子店を展開する「美松」と企業連携を結んでいたが、後にその実習が一切行われていなかったことが判明し、虚偽申告として認定が取り消されている。

### 校舎
現在の校舎は1997年に竣工しているが、この校舎は日本海側では初めての採用となる免震構造となっており、2004年の中越大震災や2007年の中越沖地震において市内が甚大な被害を受けた際にも本校では一切被害が発生していない。2018年現在、校舎は姉妹校の北陸福祉保育専門学院と共用で、全8階建て。

## 沿革
- 1968年3月1日 - 開校[1]。
- 1997年10月 - 現在の校舎が竣工する[8]。
- 2014年3月31日 - 文部科学省より「職業実践専門課程」の認定を受ける[1]。
- 2014年8月25日 – 設置者の北陸学園が新潟県および文科省に対し、虚偽の職業実践専門課程認定の推薦依頼を出していた事が発覚する。このため県は文部科学省に対し、職業実践専門課程認定の推薦を取り消す方針を発表する[1]。
- 2014年8月29日 – 県からの推薦取り消し および 虚偽申告があったことを理由に、文部科学大臣が本校の職業実践専門課程の認定を取り消す[1][11][12][13]。（2017年度まで再認定しないことを決定[1]）

## ギャラリー

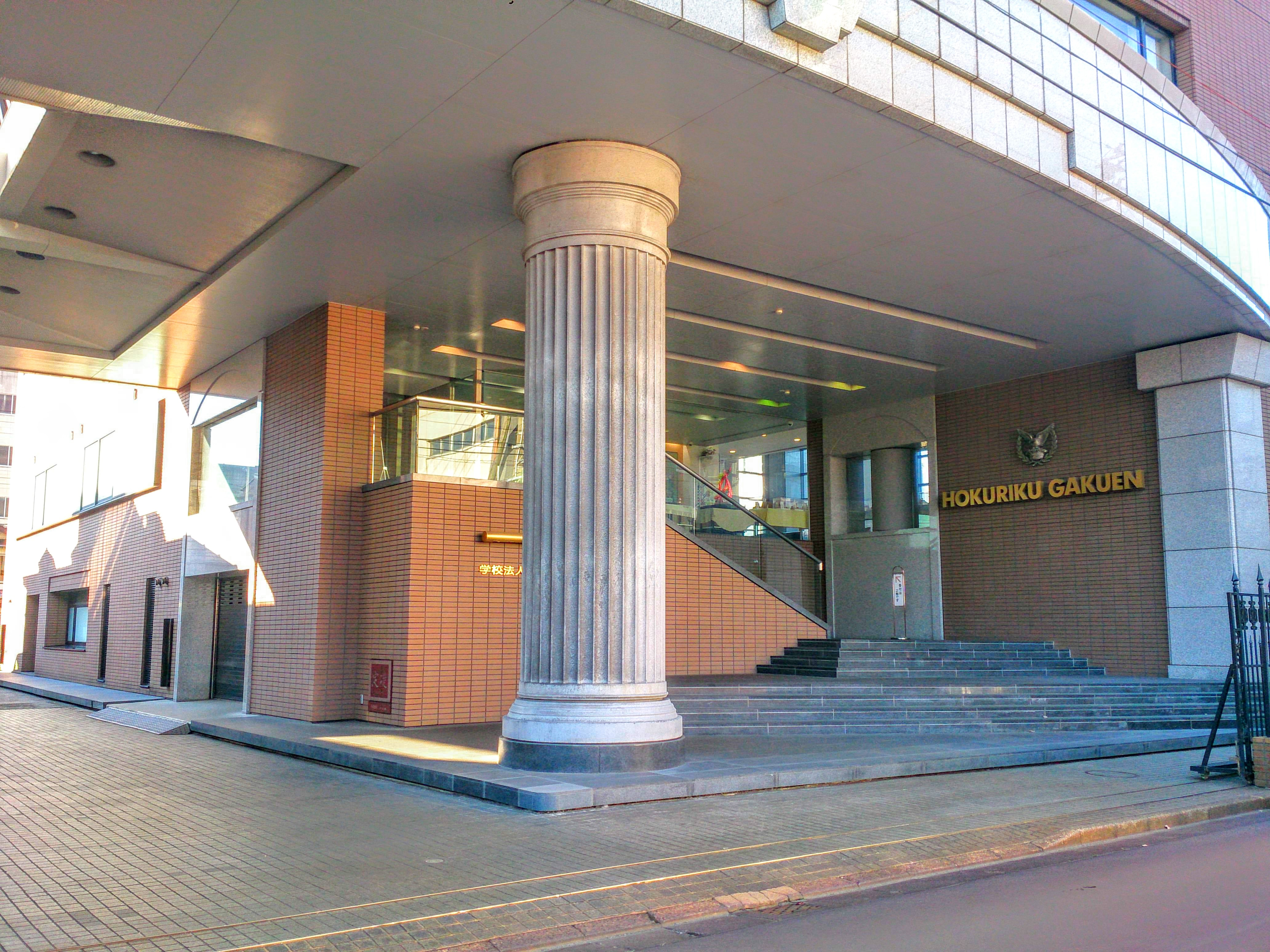
生徒玄関
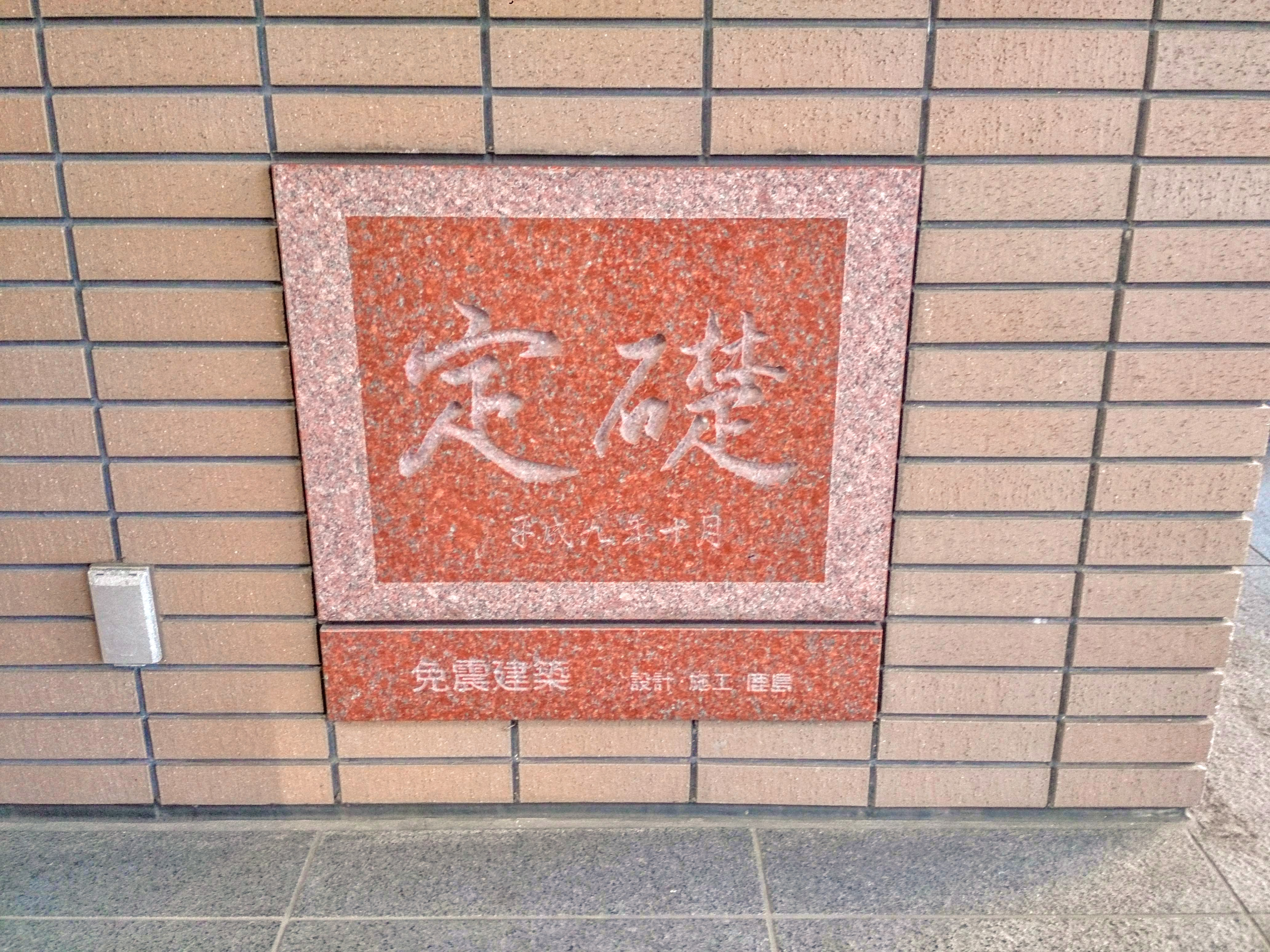
校舎の定礎表示（参考資料）

## 交通・アクセス方法
- JR（上越新幹線・信越本線・上越線）長岡駅（東口）より北へ約650m[14]（徒歩：約10分[14]）